# Joseph Meffre
Mgr Joseph Meffre, né à l'Isle sur la Sorgue le 8 décembre 1858 et mort le 9 décembre 1928 dans la même commune, est un prélat français.

## Biographie
Docteur en théologie et en droit canon, professeur au petit séminaire d'Avignon et vicaire au Thor, Meffre rejoint Rome en tant que chapelain économe de l'église Saint-Louis-des-Français jusqu'en 1898.
Le pape Léon XIII le nomme prélat de la maison de Sa Sainteté et référendaire, puis, le pape Pie X le nomme aux fonctions de protonotaire apostolique.
Mgr Meffre se consacre également à des travaux historiques réalisés à partir de ses recherches poursuivies aux Archives vaticanes.
Il inspira Marie Fontaine dans son projet de reconstruction du Château de Grignan en 1913 en lui prodiguant conseils historiques pour en  respecter l'authenticité.
En 1925, il collabore à l'instruction de la cause des bienheureuses religieuses d'Orange.

## Publications
- A la recherche de leurs traces : vers Aspra dans Vaucluse - 1900
- Article pour la cause des 32 religieuses guillotinées en 1794, Avignon - 1904
- La femme - 1906
- Portrait d'un Saint : Le Vénérable Antoine-Sylvestre Receveur (1750-1804)